# Idefix (Rover)
Idefix ist ein Lander und Rover, der vom Deutschen Zentrum für Luft- und Raumfahrt (DLR) und der französischen Raumfahrtagentur CNES in Kooperation mit der japanischen Raumfahrtbehörde JAXA entwickelt wurde und von der japanischen Marssonde Martian Moons Exploration (MMX) mitgeführt werden soll. Der Rover soll auf dem Marsmond Phobos aufsetzen und die Beschaffenheit des Mondes erkunden, bevor die MMX-Sonde selbst auf dem Mond aufsetzt und Proben zur Rückführung auf die Erde entnimmt.

## Missionsvorbereitung
Die Karosserie und das Fahrwerk des Rovers wurden vom DLR in Bremen konstruiert. Im November 2022 wurde er dann zum Einbau aller weiteren Systeme zum CNES in Toulouse geliefert. Im Juni 2023 war der Rover fertiggestellt und erhielt den Namen Idefix. Der Name wurde in Anlehnung an den 1965 gestarteten Satelliten Astérix, den ersten französischen Satelliten, gewählt.

## Mission
Die japanische Sonde Martian Moons Exploration (MMX) soll in Japan starten und in einen Orbit um den Mars eintreten. Bevor sie selbst zur Probenentnahme auf Phobos landet, soll sie den Rover Idefix in einer Höhe von 40 bis 100 Metern aussetzen, von wo er auf die Oberfläche des Mondes fällt. Dort soll er sich – voraussichtlich nach einigen kleinen Hüpfern – aufrichten und einsatzbereit machen. Anschließend beginnt eine rund dreimonatige Messphase, innerhalb derer der Rover verschiedene wissenschaftlich bedeutsame Ziele anfährt und die Beschaffenheit des Bodens erkundet. Insbesondere soll er folgende Aufgaben erfüllen:
- Der Rover soll das Verhalten der Oberfläche bei mechanischer Einwirkung prüfen und diese Informationen an die MMX-Sonde weiterleiten. Wenn die Bodeneigenschaften bekannt sind, kann die JAXA die Landesequenz der Sonde planen.
- Der Rover soll die Eigenschaften des Phobos-Regoliths untersuchen; die Charakteristika der Staub- und Körnchenschicht auf der Oberfläche des Mondes sollen genau bestimmt werden. Der Rover wird erstmals den Boden von Phobos mit einer Auflösung von 100 µm beobachten.
- Er soll zudem die Fortbewegung mit Rädern auf einem Himmelskörper mit so geringer Schwerkraft (einem Zweitausendstel der Erdanziehung) erproben. Dies wurde bislang nur auf Körpern mit weitaus stärkerer Schwerkraft (Erde, Mars und Mond) getestet. Eine Prüfung der Traktion und der Steuerbarkeit soll die Kenntnis zum Verhalten solcher Fahrzeuge erweitern, auch im Hinblick auf mögliche zukünftige Missionen zu anderen Himmelskörpern. Beabsichtigt ist, eine Strecke von 30 bis 100 m zurückzulegen.
- Der Rover soll Messungen durchführen, aus denen wissenschaftliche Erkenntnisse gewonnen werden können.

Insgesamt soll die MMX-Mission zwei wissenschaftlichen Zielen dienen: der Bestimmung des Ursprungs der Marsmonde und der Planetenentstehungsprozesse im Sonnensystem, sowie der Erforschung der Entwicklungsprozesse des Marssystems (Mars, Phobos und Deimos).

## Aufbau und Instrumente
Idefix hat eine Masse von etwa 25 kg und ist 51 cm lang. Er besteht aus fünf Modulen:
- einem Chassis einschließlich der Karosserie und Instrumentenschutzmechanismen
- einem Servicemodul mit Bordcomputer, Befehls-/Kontroll- und Bordsoftware, elektrischer Versorgungskette einschließlich Batterie, einer Trägheitseinheit, einem Funksender/-empfänger und einer Antenne
- Sonnenkollektoren und deren Öffnungsmechanismus
- dem Mobilitätssystem, inklusive 8 Motoren, davon 4 für die Beine und 4 für die Räder, sowie Klappmechanismen zum seitlichen Neigen
- dem Trennmechanismus zur MMX-Sonde

Der Rover verfügt zudem über vier Instrumente, die die Oberfläche von Phobos analysieren sollen:
- NavCam, ein vom CNES bereitgestelltes optische -Stereosensorsystem zur Navigation
- WheelCams, zwei optische Sensoren, die die Wechselwirkungen zwischen Rad und Regolith an zwei verschiedenen Räder beobachten, bereitgestellt vom CNES
- RAX, ein Raman-Spektrometer des DLR, der JAXA und der spanischen Raumfahrtagentur INTA
- MiniRad, ein vom DLR bereitgestelltes Infrarotradiometer, abgeleitet vom MARA-Instrument auf dem MASCOT-Lander

Die MMX-Sonde soll mit dem Rover mittels ihres Bordcomputers, eines Funksenders/-empfängers und einer Antenne kommunizieren.